# Shanghai Disney Resort
Koordinaten: 31° 8′ 38″ N, 121° 39′ 25″ O
Das Shanghai Disney Resort (chinesisch 上海迪士尼度假区, Pinyin Shànghǎi Díshìní Dùjiàqū) ist ein Freizeitkomplex und Ferienresort in Pudong, Shanghai, China. Das Resort wurde am 16. Juni 2016 eröffnet. Es ist das erste Disneyland auf dem chinesischen Festland. Es ist außerdem das sechste Disney Resort weltweit, nach dem Disneyland Resort, dem Walt Disney World Resort, dem Tokyo Disney Resort, dem Disneyland Paris und dem Hong Kong Disneyland Resort.
Das Resort besteht aus Shanghai Disneyland Park, einem Unterhaltungsviertel, zwei Themenhotels, Freizeiteinrichtungen, einem See und dazugehörigen Parkplätzen und Verkehrsknotenpunkten. In weiteren Phasen sollen zwei weitere Themenparks im Resort entstehen. Das Gelände wird sich über 390 Hektar in Pudong erstrecken und ist damit etwa dreimal so groß wie das Disneyland in Hongkong. Die Kosten für den neuen Themenpark beliefen sich auf 24,5 Mrd. Yuan (3,7 Mrd. US-Dollar) und weitere 4,5 Mrd. Yuan (0,7 Mrd. US-Dollar) für den Bau anderer Teile des Resorts, insgesamt 34 Mrd. Yuan (5,5 Mrd. US-Dollar). Die Walt Disney Company besitzt 43 Prozent des Resorts; die Mehrheit von 57 Prozent wird von der Shanghai Shendi Group gehalten, einem Joint Venture dreier Unternehmen im Besitz der Regierung von Shanghai.

## Attraktionen und Ausstattung
Shanghai Disneyland
Hauptartikel: Shanghai Disneyland Park

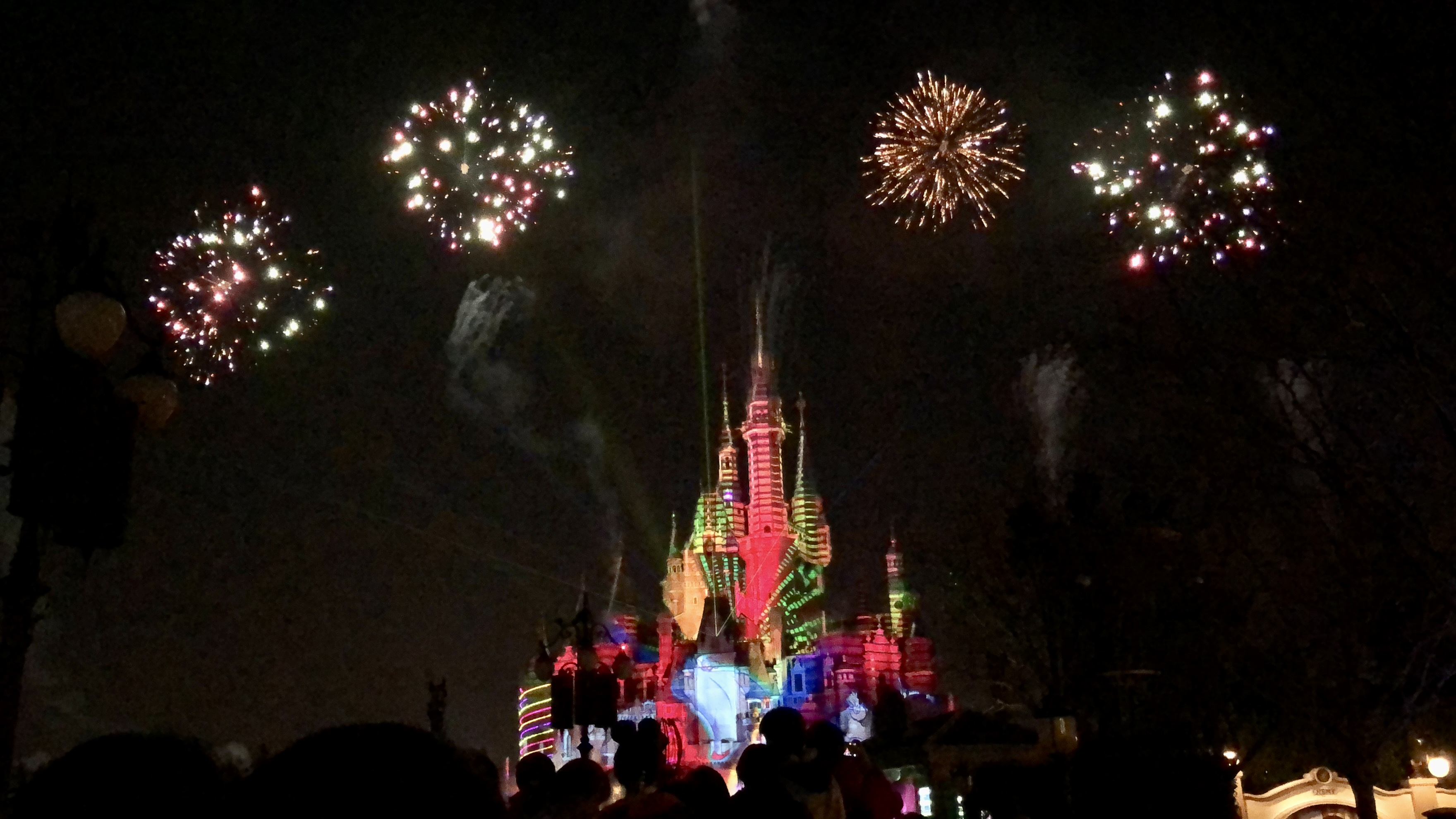
Feuerwerk im Shanghai Disney Resort (2021)

Wie die meisten anderen Disney-Resorts auf der ganzen Welt verfügt auch das Shanghai Disneyland Resort über einen Hauptpark namens Shanghai Disneyland. Der Park ähnelt im Stil den anderen Disneyland-Parks und enthält traditionelle und neu gestaltete Themenbereiche. Eines der Ziele des Parks ist die Kombination von Disney-Geschichten und -Figuren mit Attraktionen, die speziell für chinesische Gäste entwickelt wurden. Im Zentrum des Parks befindet sich ein interaktives Schloss namens Enchanted Storybook Castle. Weitere große Aufführungsorte befinden sich im gesamten Park. Die ursprünglichen Themenländer oder Bereiche des Parks sind Adventure Isle, Gardens of Imagination, Mickey Avenue, Tomorrowland, Treasure Cove und Fantasyland. Mit dem zusätzlichen Themenland Toy Story Land hat der Park sieben Themenländer. 2019 kündigte Disney ein neues Themenland für den Park an, City of Zootopia, inspiriert vom Film Zootopia aus dem Jahr 2016. Es wurde am 20. Dezember 2023 eröffnet.

### Hotels
Das Resort verfügt über zwei Themenhotels. Das Shanghai Disneyland Hotel hat 420 Zimmer und bietet einen kostenlosen Wassertaxi-Service über den Wishing Star Lake zum Themenpark. Das Toy Story Hotel mit 800 Zimmern verfügt über das Sunnyside Cafe, das mit chinesischen Drachen dekoriert ist, die von Disney-Figuren geflogen werden. Ein drittes Hotel im Shanghai Disney Resort befindet sich im Bau.

### Disneytown
Das Gebiet von Disneytown bietet zahlreiche Einkaufsmöglichkeiten, Restaurants und Unterhaltungsangebote.

## Besucherzahlen
Im Jahr 2023 hatte Shanghai Disneyland etwa 14 Millionen Besucher. Damit gehört es zu den meistbesuchten Freizeitparks in Asien, hinter Tokyo Disneyland und Universal Studios Japan.